# 葉卡布皮爾斯
葉卡布皮爾斯是拉脫維亞東部葉卡布皮爾斯市鎮内的城市及其行政中心。位於首都里加和陶格夫匹尔斯之間，橫跨道加瓦河兩岸。面積23平方公里，2017年人口23,656人。
1670年由庫爾蘭公爵雅各布·克特勒取得特許狀，因而得名（皮爾斯是「城堡」的意思）。1962年與克鲁斯特皮尔斯合併成今日之規模。
葉卡布皮爾斯在2009至2021年间为拉脱维亚九個共和国城市之一。2021年7月1日，葉卡布皮爾斯合并至葉卡布皮爾斯市鎮。